# Конвой «Вевак № 3»
Конвой «Вевак № 3» — японський конвой часів Другої світової війни, проведення якого відбувалось у квітні — травні 1943-го.
Пунктом призначення конвою став Вевак на північному узбережжі Нової Гвінеї, який наприкінці 1942-го після початку новогвінейського контрнаступу союзників японське командування обрало для розташування головної бази на цьому острові. Вихідним пунктом був Палау — важливий транспортний хаб на заході Каролінських островів.
До складу конвою увійшли транспорти «Бунзан-Мару», «Ханькоу-Мару», «Хофуку-Мару», «Сан-Франциско-Мару», «Шінсей-Мару № 1» (Shinsei Maru No. 1) та «Хакутецу-Мару № 13», які мали на борту 6 тисяч військовослужбовців 41-ї піхотної дивізії, вантаж літаків, амуніції, продовольства та інших припасів. Охорону забезпечували есмінці «Амацукадзе» та «Уракадзе» та мисливці за підводними човнами CH-26 та CH-34.
Конвой вийшов з порту 26 квітня 1943-го. Надвечір 30 квітня загін досягнув Веваку, при цьому «Сан-Франциско-Мару» та CH-34 відокремились та попрямували до острова Каіріру (два десятки кілометрів на північний захід від Веваку). Вже 1 травня після розвантаження конвой рушив назад, зустрівся із загоном, що ходив до Каіріру, а 6 травня без втрат досягнув Палау.